# Vogel (cráter)

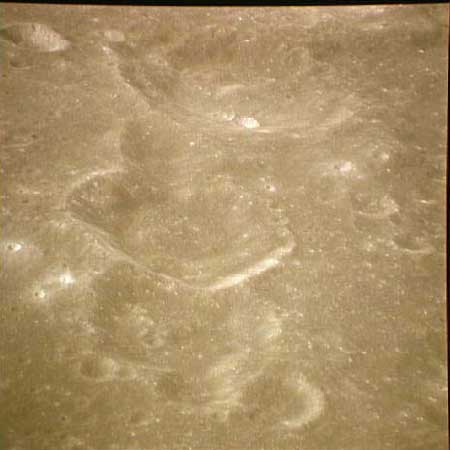
Fotografía de la misión Apolo 16

Vogel es un pequeño cráter de impacto lunar localizado al sureste de Albategnius. Es el miembro más pequeño de un trío de cráteres que aumentan de tamaño de norte a sur, formado por Vogel, Argelander y Airy. Al oeste se encuentra el remanente del cráter Parrot. También al noreste se halla Burnham, más pequeño.
Tanto el extremo norte como el extremo sur del borde de Vogel son interrumpidos por cráteres más pequeños. Vogel B al norte es cubierto a su vez en su borde norte por un cráter aún más pequeño, formando así un grupo de cráteres interconectados, con Vogel siendo el más grande de ellos. El brocal de Vogel se ha conservado relativamente intacto y no se desgastado significativamente.

## Cráteres satélite
Por convención estos elementos son identificados en los mapas lunares poniendo la letra en el lado del punto medio del cráter que está más cercano a Vogel.
|       | \| Vogel \| Coordenadas \| Diámetro \| \| ----- \| --------------------------- \| -------- \| \| A \| 14°06′S 5°36′E / -14.1, 5.6 \| 9 km \| \| B \| 14°24′S 5°42′E / -14.4, 5.7 \| 22 km \| \| C \| 14°06′S 5°18′E / -14.1, 5.3 \| 10 km \| |          |
| Vogel | Coordenadas | Diámetro |
| A     | 14°06′S 5°36′E / -14.1, 5.6 | 9 km     |
| B     | 14°24′S 5°42′E / -14.4, 5.7 | 22 km    |
| C     | 14°06′S 5°18′E / -14.1, 5.3 | 10 km    |

## Referencias

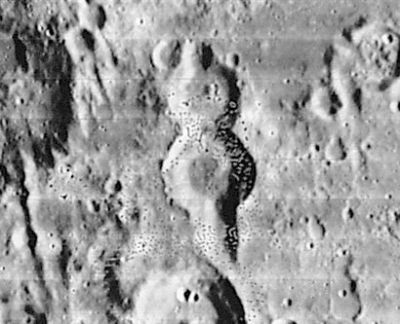
Fotografía de la misión Lunar Orbiter 4